# Исбах, Александр Абрамович
Александр Абрамович Исбах (настоящее имя Исаак Абрамович Бахрах; 1904, Двинск — 1977, Москва) — русский писатель, литературовед, журналист.

## Биография
Родился в мещанской семье Абрама Айзиковича Бахраха. Печатался в газетах «Витебские Известия» и «Коломенский рабочий», позднее — в центральной печати («Рабочая Москва» и др.). Активный участник РАПП.
Окончил литературное отделение МГУ (1924), факультет общественных наук Института красной профессуры (1934). Участник Первого Всесоюзного съезда советских писателей (1934). Преподавал в Московском пединституте имени Потёмкина, ГИТИСе.
Во время советско-финляндской войны был военным корреспондентом, награждён медалью «За боевые заслуги».
В годы Великой Отечественной войны — корреспондент газет «За Родину» Северо-Западного фронта и «Фронтовая правда» 2-го Белорусского фронта. Закончил войну в звании майора интендантской службы.
С 1949 по 1954 гг. — в лагерях по обвинению в национализме.
Профессор. Специалист по современной французской литературе.

## Награды
- орден Красного Знамени (08.03.1945)
- орден Отечественной войны II степени (17.11.1943)
- орден Трудового Красного Знамени (03.07.1974)
- орден Красной Звезды (02.05.1942)
- медаль «За боевые заслуги» (04.1940)
- другие медали

## Произведения
- Смена. Стихи. М.,1925
- С винтовкой и книгой М., 1928, 1929, 1930, 1931
- Одна страница. М.-Л., 1929
- Красноармейцы. М., 1930, 1931
- Крушение М., 1930, 1931
- Рядовые. М., 1932
- Радость. М., 1934
- Большая жизнью М., 1936
- Капитан Соколин. М., 1939
- 123-я в боях с белофиннами. М., 1941 (в соавторстве с Ю. Корольковым)
- Фронт. М.-Л., 1941
- Мечта. М., 1947
- Годы жизни. Рассказы. М., 1948
- Золотые кувшинки М., 1957, 1964
- Путь в жизнь (1957)
- Луи Арагон. М., 1957
- Повести и рассказы. М., 1957
- Лицом к огню. М., 1958
- Путешествие в юность. М., 1958
- Знамя: Рассказы о Железной. — (Библиотечка журнала «Советский воин»). — 1959. — № 21 (опубликованы рассказы «Сестра», «Знамя», «Максим Пассар»)
- Линия жизни. М., 1960
- Люди переднего края. М., 1960
- Они боролись за Францию. М., 1960
- Луи Арагон. Жизнь и творчество. М., 1962
- Книга о друге. М., 1963
- Товарищ Абсолют (Елена Дмитриевна Стасова). М.: Знание, 1963, 1973
- На литературных баррикадах. М., Советский писатель, 1964.
- На дорогах Европы. М., 1964
- Рассказы о Ленине. М., 1965
- Мастеровые. М., 1966
- Юность моя, комсомол мой. М., 1966, 1974
- Фурманов. М., Молодая гвардия, 1968 (ЖЗЛ).
- Во главе колонны. М., 1970